# Texas Terror
Texas Terror (Brasil: Terror no Texas ) é um filme norte-americano de 1935, do gênero faroeste, dirigido por Robert N. Bradbury e estrelado por John Wayne e Lucile Browne.

## A produção

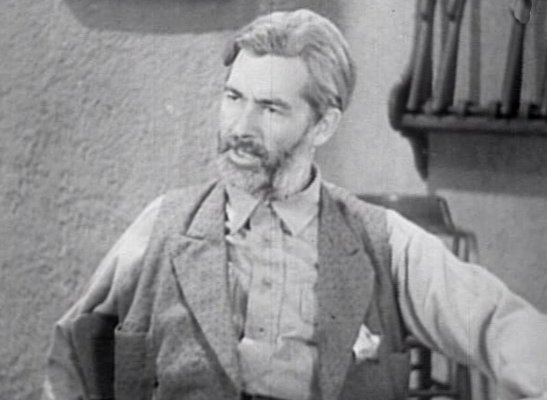
George Hayes em cena do filme, ainda sem a barba e o chapéu que o tornariam famoso alguns anos depois na Republic Pictures, com o nome de Gabby Hayes

Esta é a mais curta das produções que John Wayne fez para a Lone Star Productions.
A mocinha é introduzida no filme dirigindo um carro, veículo comum (assim como ônibus) em faroestes B. A sequência final utiliza muitas cenas de arquivo da era muda. A direção de Bradbury mostra-se displicente: Yakima Canutt, o grande dublê, é facilmente reconhecido quando toma o lugar do herói Wayne.
Texas Terror está em domínio público e, portanto, pode ser baixado gratuitamente no Internet Archive.
Foi o último filme do ator do cinema mudo Thomas G. Lingham.

## Sinopse
Na crença de que matou por acidente seu grande amigo Dan, o xerife John Higgins renuncia em favor de Ed Williams e, em seguida, torna-se minerador. Um dia, ele salva a jovem Beth Matthews, vítima de assaltantes que desejavam seu carro. Ela o contrata como capataz, mas logo Joe Dickson, o chefe dos criminosos, acusa John de ser o assassino do pai dela. Agora, com a ajuda de índios amigos, John parte para limpar seu nome.

## Elenco
| Ator/Atriz        | Personagem                             |
| ----------------- | -------------------------------------- |
| John Wayne        | John Higgins                           |
| Lucile Browne     | Beth Matthews                          |
| LeRoy Mason       | Joe Dickson                            |
| Fern Emmett       | Tia Martha Hubbard                     |
| George Hayes      | Xerife Ed Williams                     |
| Buffalo Bill Jr.  | Blackie Martin                         |
| John Ince         | Ferreiro Bob                           |
| Jack Duffy        | Jake Abernathy                         |
| Thomas G. Lingham | Condutor da diligência (não-creditado) |